# Partido Whig (Reino Unido)
O Whig Party, era o partido que reunia as tendências liberais no Reino Unido, e contrapunha-se ao Tory Party, de linha conservadora.
Whig (ou whigs) é uma expressão de origem popular que se tornou termo corrente para designar o partido liberal no Reino Unido. Esta corrente liberal contribuiu para a formação do atual Partido Liberal Democrata — Liberal Democrats. Também está, embora não de forma exclusiva, na vertente do Partido Trabalhista — Labour Party. Está profundamente relacionado com o setor protestante (sobretudo calvinista — na sua forma presbiteriana) das sociedades escocesa e inglesa.
Historicamente, o Whig Party formou-se com base nas forças políticas escocesas e inglesas que lutavam a favor de um regime parlamentar e protestante e acabou por se tornar um dos dois partidos mais influentes no sistema parlamentar britânico até aos finais da Primeira Guerra Mundial, alternando com os tories a formação do governo britânico. Depois da Primeira Guerra, o partido Whig perdeu importância e foi praticamente substituído pelo Labour Party, na alternância de poder com os conservadores.

## Origem do termo
Whig é uma palavra de origem escocesa (tory é uma palavra de origem irlandesa) e deriva de whiggamore — que, em gaélico, significa "condutor de gado" —, termo usado para designar os escoceses ocidentais, que vinham ao porto de Leith para comprar milho.  
No reinado de Carlos I, durante as Guerras dos Três Reinos (1639–1651), o termo foi usado, ironicamente, para se referir a uma facção radical dos covenanters escoceses, presbiterianos, que se autodenominavam  "Partido Kirk" e eram contra a ordem episcopal do rei, na Escócia. O termo era, então, frequentemente associado às classes mais baixas da sociedade escocesa. 
Em 1647, a marcha sobre Edimburgo, para evitar a tomada de parte dos escoceses pelo rei Carlos I (contra as forças do parlamento britânico, na Guerra Civil Inglesa) ficou conhecida como a "marcha dos whiggamores". Em breve whiggamore seria encurtado para whig.
O termo entrou no discurso político inglês durante a crise da Lei de Exclusão (1678-1681), quando da controvérsia sobre se o irmão de Carlos II — Jaime — poderia ou não suceder ao trono, após a morte de Carlos. "Whig" era então um termo ofensivo, aplicado àqueles que queriam excluir Jaime, com base no argumento de que ele era um católico romano. O fervoroso conservador Samuel Johnson frequentemente brincava dizendo que "o primeiro whig foi o Diabo".